# Pachira punga-schunkei
Pachira punga-schunkei är en malvaväxtart som beskrevs av Fern.Alonso. Pachira punga-schunkei ingår i släktet Pachira och familjen malvaväxter. Inga underarter finns listade i Catalogue of Life.